# Халеев, Михаил Ипполитович
Михаил Ипполитович Халеев — советский хозяйственный, государственный и политический деятель.

## Биография
Родился в 1894 году. Член ВКП(б) с 1919 года.
С 1909 года — на хозяйственной, общественной и политической работе. В 1909—1954 гг. — батрак, рабочий лесопильного завода, разнорабочий на стройках Петербурга, участник Первой мировой войны, в РККА, военный комиссар, старший инспектор политотдела ПП ОГПУ Белоруссии, заместитель начальника Политотдела ПП ОГПУ по Дальневосточному краю, начальник Политотдела погранвойск Казахстана, начальник политотдела ГУПО НКВД СССР, начальник Политического отдела Главного управления пожарной охраны НКВД СССР, начальник Управления Интинлага и Минлага, начальник комбината «Интауголь».
Избирался депутатом Верховного Совета РСФСР 3-го созыва.
Умер после 1954 года.